# Euchoeca
Euchoeca is een geslacht van vlinders van de familie spanners (Geometridae), uit de onderfamilie Larentiinae.

## Soorten
- E. cichisa Prout, 1939
- E. nebulata

Leverkleurige spanner Scopoli, 1763